# Tipula (Arctotipula) gavronskii
Tipula (Arctotipula) gavronskii is een tweevleugelige uit de familie langpootmuggen (Tipulidae). De soort komt voor in het Palearctisch gebied.